# Rick Spielman

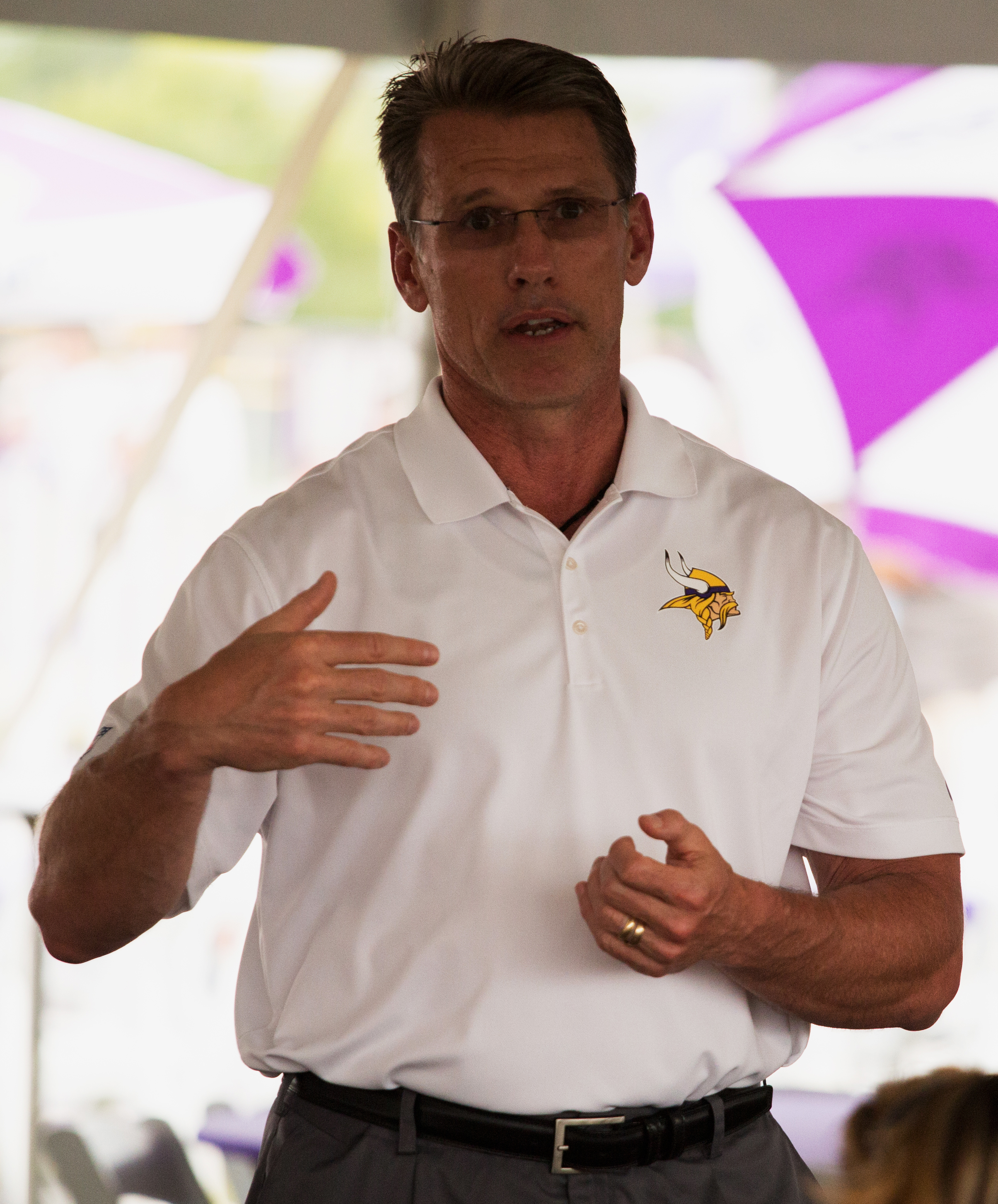
Rick Spielman (2014)

Rick Spielman (* 2. Dezember 1962 in Massillon, Ohio) ist ein US-amerikanischer Funktionär im American Football. Von 2012 bis 2021 war er General Manager der Minnesota Vikings in der National Football League (NFL). Zuvor übernahm er als  Vizepräsident des Spielerpersonals die Aufgaben eines General Managers, ohne als solcher bezeichnet zu werden.

## Karriere
Spielman besuchte die Southern Illinois University und spielte im dortigen College-Team als Linebacker. 1987 kam er als Free Agent in die NFL. Sowohl die San Diego Chargers, als auch die Detroit Lions ein Jahr später, nahmen ihn in ihr Trainingsteam auf, entschieden sich allerdings gegen einen festen Vertrag.
Die Detroit Lions verpflichteten Rick Spielman 1990 als College-Scout. 1995 holten ihn die Chicago Bears als Personalmanager ins Team. Zwei Jahre später übernahm er dieselbe Position bei den Miami Dolphins. 2002 beförderten ihn die Dolphins zum Vizepräsidenten sowie ein Jahr darauf zum General Manager.
2006 verließ Spielman die Dolphins in Richtung Minnesota. Wie schon bei den Teams davor, übernahm er bei den Minnesota Vikings als Vizepräsident das Spielermanagement. Er war außerdem für das Scouting zuständig. In seine Amtszeit fallen wichtige Verpflichtungen im NFL Draft, zum Beispiel Adrian Peterson, Sidney Rice und Percy Harvin. Seit 2012 war er General Manager der Vikings, nach der Saison 2021 wurde er entlassen.